# Cyryl (Sikis)
Cyryl, imię świeckie Joannis Sikis (ur. 11 listopada 1963) – grecki duchowny prawosławny w jurysdykcji Patriarchatu Konstantynopolitańskiego, od 2016 tytularny biskup Erythraju, wikariusz patriarchy Konstantynopola.

## Życiorys
Chirotonię biskupią otrzymał 25 września 2016.
9 marca 2020 r. został mianowany metropolitą Imbros i Tenedos.